# Fred Schmidt
Frederick Weber „Fred” Schmidt  (ur. 23 października 1943 w Evanston) – amerykański pływak. Dwukrotny medalista olimpijski z Tokio.
Specjalizował się w stylu motylkowym. Igrzyska w 1964 były jego jedyną olimpiadą. Sięgnął po złoto w sztafecie w stylu zmiennym, indywidualnie był trzeci w wyścigu na 200 metrów motylkiem. Był rekordzistą świata. Po zakończeniu kariery pływackiej wstąpił do US Navy.